# Шазо (Ду)
Шазо (фр. Chazot) насеље је и општина у источној Француској у региону Франш-Конте, у департману Ду која припада префектури Монбелијар.
По подацима из 2011. године у општини је живело 126 становника, а густина насељености је износила 23,55 становника/km². Општина се простире на површини од 5,35 km². Налази се на средњој надморској висини од 467 метара (максималној 641 m, а минималној 428 m).

## Демографија
| 1962. | 1968. | 1975. | 1982. | 1990. | 1999. | 2011. |
| ----- | ----- | ----- | ----- | ----- | ----- | ----- |
| 134   | 160   | 135   | 146   | 141   | 124   | 126   |

График промене броја становника у току последњих година